# Mutrécy
Mutrécy és un municipi francès situat al departament de Calvados i a la regió de Normandia. L'any 2007 tenia 323 habitants.

## Demografia

### Població
El 2007 la població de fet de Mutrécy era de 323 persones. Hi havia 110 famílies de les quals 12 eren unipersonals (12 homes vivint sols), 41 parelles sense fills, 49 parelles amb fills i 8 famílies monoparentals amb fills.
La població ha evolucionat segons el següent gràfic:
Habitants censats

### Habitatges
El 2007 hi havia 124 habitatges, 111 eren l'habitatge principal de la família, 9 eren segones residències i 4 estaven desocupats. Tots els 123 habitatges eren cases. Dels 111 habitatges principals, 102 estaven ocupats pels seus propietaris, 8 estaven llogats i ocupats pels llogaters i 1 estava cedit a títol gratuït; 1 tenia una cambra, 5 en tenien dues, 6 en tenien tres, 25 en tenien quatre i 73 en tenien cinc o més. 88 habitatges disposaven pel capbaix d'una plaça de pàrquing. A 27 habitatges hi havia un automòbil i a 79 n'hi havia dos o més.

### Piràmide de població
La piràmide de població per edats i sexe el 2009 era:
| Homes | Edats   | Dones |
| ----- | ------- | ----- |
| 0     | 95 o +  | 0     |
| 0     | 90 a 94 | 0     |
| 4     | 85 a 89 | 0     |
| 4     | 80 a 84 | 12    |
| 0     | 75 a 79 | 4     |
| 4     | 70 a 74 | 0     |
| 4     | 65 a 69 | 4     |
| 0     | 60 a 64 | 8     |
| 4     | 55 a 59 | 8     |
| 16    | 50 a 54 | 4     |
| 4     | 45 a 49 | 20    |
| 8     | 40 a 44 | 0     |
| 4     | 35 a 39 | 12    |
| 24    | 30 a 34 | 8     |
| 8     | 25 a 29 | 20    |
| 8     | 20 a 24 | 4     |
| 0     | 15 a 19 | 4     |
| 12    | 10 a 14 | 12    |
| 0     | 5 a 9   | 0     |
| 8     | 0 a 4   | 12    |

## Economia
El 2007 la població en edat de treballar era de 211 persones, 170 eren actives i 41 eren inactives. De les 170 persones actives 163 estaven ocupades (88 homes i 75 dones) i 6 estaven aturades (2 homes i 4 dones). De les 41 persones inactives 11 estaven jubilades, 14 estaven estudiant i 16 estaven classificades com a «altres inactius».

### Ingressos
El 2009 a Mutrécy hi havia 112 unitats fiscals que integraven 338,5 persones, la mediana anual d'ingressos fiscals per persona era de 21.847 €.

### Activitats econòmiques
Dels 8 establiments que hi havia el 2007, 1 era d'una empresa alimentària, 4 d'empreses de construcció, 1 d'una empresa de comerç i reparació d'automòbils, 1 d'una empresa de transport i 1 d'una empresa immobiliària.
Dels 2 establiments de servei als particulars que hi havia el 2009, 1 era un paleta i 1 fusteria.
L'any 2000 a Mutrécy hi havia 6 explotacions agrícoles.

## Equipaments sanitaris i escolars
El 2009 hi havia una escola elemental integrada dins d'un grup escolar amb les comunes properes formant una escola dispersa.

## Poblacions més properes
El següent diagrama mostra les poblacions més properes.